# 诺伊恩塔尔
诺伊恩塔尔是德国黑森州的一个市镇。总面积38.65平方公里，总人口3126人，其中男性1571人，女性1555人（2011年12月31日），人口密度81人/平方公里。